# 332 Siri
A 332 Siri a Naprendszer kisbolygóövében található aszteroida. Maximilian Franz Joseph Cornelius Wolf fedezte fel 1892. március 19-én.